# Kulturpreis der Landsmannschaft Ostpreußen
Der Kulturpreis der Landsmannschaft Ostpreußen wurde am 30. März 1957 von der Landsmannschaft Ostpreußen e. V. gestiftet.

## Verleihung
Ursprünglich wurde er in drei Sparten an Künstler und Kulturschaffende vergeben: Literatur, Bildende Kunst und Musik. Grundbedingung für die Verleihung ist, dass die zu würdigende Arbeit von einem ostpreußischen Künstler stammt oder dass sich die Arbeit auf Ostpreußen bezieht. Die Verleihung sollte ursprünglich am Geburtstag des ehemaligen Sprechers der LO, Ottomar Schreiber, alljährlich am 1. Mai verliehen werden. Doch die erste Verleihung erfolgte Ende April bei der Sitzung der Ostpreußischen Landesvertretung in Hamburg.
Inzwischen wird der Preis auch für die Gebiete Wissenschaft und Publizistik vergeben. Die Verleihung des Preises findet im Regelfall alle drei Jahre auf dem Deutschlandtreffen der Ostpreußen der Landsmannschaft statt.

## Träger des Ostpreußischen Kulturpreises
1958
Walter von Sanden-Guja, Literatur
Karl Eulenstein, Bildende Kunst
Otto Besch, Musik
1959
Hansgeorg Buchholtz, Literatur
Eduard Bischoff, Bildende Kunst
1960
Walter Scheffler, Literatur
Ernst Mollenhauer, Bildende Kunst
Erwin Kroll, Musik
1961
Martin A. Borrmann, Literatur
Siegfried Lenz, Literatur
Paul Mühlen, Musik
1963
Gertrud Lerbs-Bernecker, Bildende Kunst
Hans Orlowski, Bildende Kunst
Günther Suckow, Musik
1964
Georg Fuhg, Bildende Kunst
Fritz Kudnig, Literatur
Hilde Leest, Bildende Kunst
Herbert Wilhelmi, Musik
1966
Charlotte Keyser, Literatur
Gertrud Papendick, Literatur
Erich Behrendt, Bildende Kunst
1969
Paul Brock, Literatur
Heinz Tiessen, Musik
Ute Steffens, Bildende Kunst (Förderpreis für junge Künstler)
1973
Hedwig von Lölhöffel, Literatur
Annemarie Suckow von Heydendorff, Bildende Kunst
1976
Erhard Riemann, Wissenschaft
Gottfried Herbst, Musik
Robert Hoffmann-Salpia, Bildende Kunst
Rolf Burchard, Bildende Kunst
1977
Ernst Wermke, Wissenschaft
1978
Ursula Enseleit, Bildende Kunst
1979
Erika Eisenblätter-Laskowski, Bildende Kunst
Heinz von Schumann, Musik
1982
Hugo Wellems, Publizistik
Helmut Motekat, Wissenschaft
Arno Surminski, Literatur
Lieselotte Plangger-Popp, Bildende Kunst
1985
Maria Ewel, Bildende Kunst
Oskar Gottlieb Blarr, Musik
Willy Kramp, Literatur
Reinhard Wenskus, Wissenschaft
1988
Annemarie in der Au, Literatur
Eike Funck, Musik
Norbert Matern, Publizistik
Heinz Sielmann, Wissenschaft
1991
Hans-Ulrich Engel, Publizistik
Klaus von der Groeben, Wissenschaft
Günter Krüger, Bildende Kunst
Ruth Geede (Vollmer-Rupprecht), Publizistik
1994
Alfred Cammann, Wissenschaft
Helga Lippelt, Literatur
1997
Otto Schliwinski, Bildende Kunst
Siegfried Matthus, Musik
1998
Gudrun Schmidt
2000
Frans du Buy, Wissenschaft
Henning von Löwis of Menar, Publizistik
Anatolij Bachtin, Publizistik (* 17. Januar 1949, † 28. November 2023)
2002
Alfred Maurice de Zayas, Wissenschaft
Rudolf Kimmina, Bildende Kunst
2005
Sem Chaimowitsch Simkin, Literatur
Preußisches Wörterbuch, Wissenschaft
2008
Hildegard Rauschenbach, Publizistik
Wulf D. Wagner, Wissenschaft
2011
Christian Papendick, Publizistik
2012
Gerd Schultze-Rhonhof, Wissenschaft
2014
Ingo von Münch, Wissenschaft
2019
Christopher Spatz, Wissenschaft
2022
Bildarchiv Ostpreußen, Wissenschaft
2024
Andreas Gautschi, Wissenschaft